# バール (モンテネグロ)
バール（モンテネグロ語・セルビア語: Bar/Бар）はモンテネグロの町および基礎自治体で、アドリア海沿岸に位置する重要な港湾都市である。

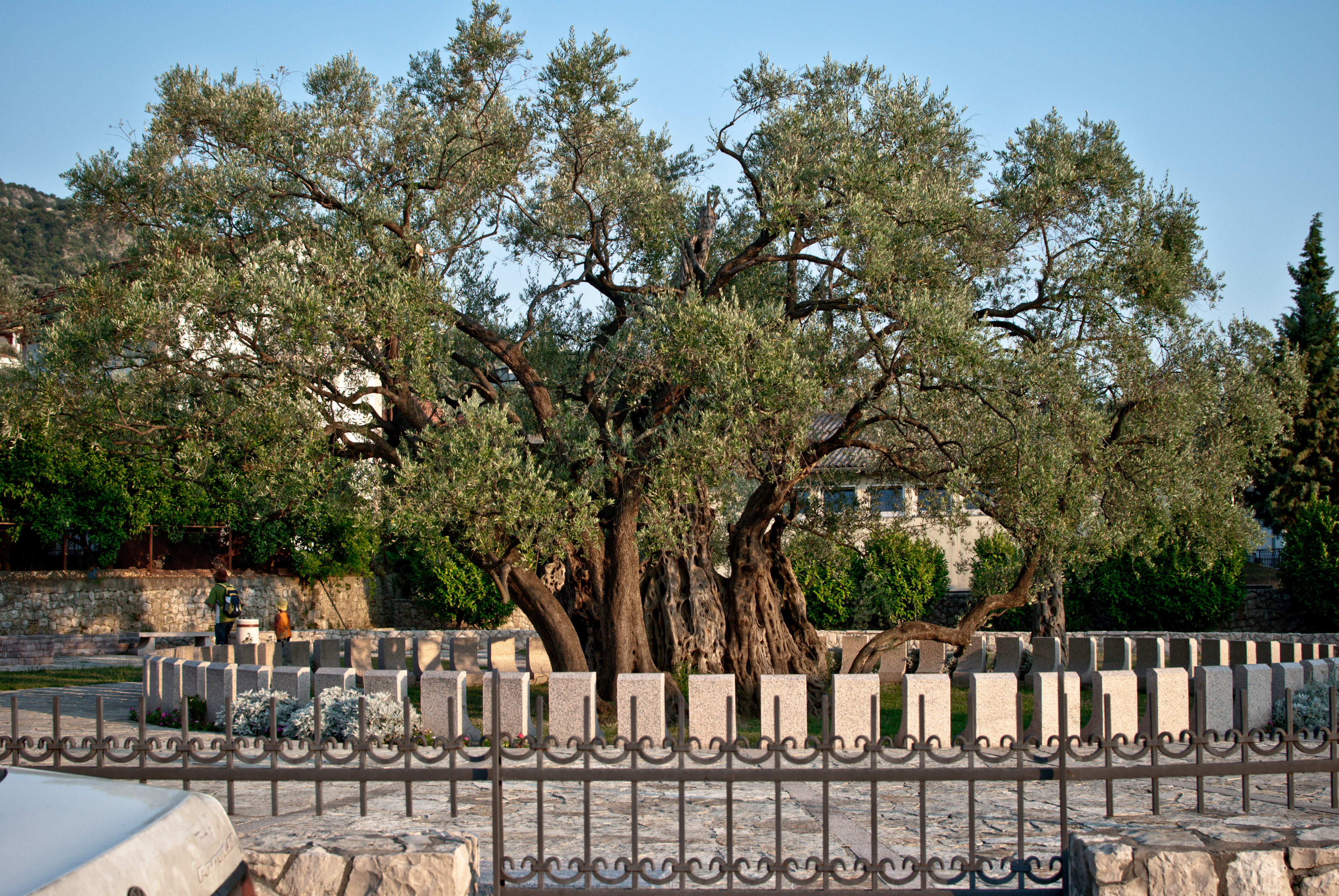
樹齢2,000年のオリーブの木

## 都市名
モンテネグロ語やセルビア語ではバール（Bar/Бар）の名称で知られ、イタリア語ではアンティヴァリ（Antivari）またはアンティバリ（Antibari）、アルバニア語ではティヴァーリ（Tivari）、ギリシャ語ではアンティヴァリオン（Αντιβάριον）またはフィヴァリオン（Θηβάριον）の名称で知られる。バールの名称はアドリア海を隔てイタリアに位置する都市バーリとつながりがあると考えられる。

## 歴史

### 古代から近世まで
考古学的な発見により、新石器時代以前もバール周辺では人が暮らしていたことが確認されている。古代のイリュリア人の生活の痕跡も残され、バール市内の様々な場所で発見されている。
古代ローマ期は町としてのバールはなかったが、6世紀にローマの要塞アンティパルガルが再建されたと考えられアンティバリウムの名で10世紀に初めて引用されている。その後、スラヴ人の侵入が進み9世紀には初めて教区が設立された。
10世紀にはミハイロ王が支配するドゥクリャ公国が成立し、バールはその中心でもあった。ドゥクリャ王国は周辺と激しい戦いを繰り広げ、歴史家によれば1077年公式にビザンティンから分離したと考えられている。その後は12世紀にかけ徐々にビザンティンの支配に代わっており、1166年から1183年には再びビザンティンの支配となった。ビザンティン後はステファン・ネマニャにより、アドリア海沿岸やバールはセルビア王国の版図に取り込まれて行った。
14世紀頃になると頻繁に支配者が変わり、1443年から1571年にかけてはヴェネツィア共和国領アルバニア・ヴェネタであった。中世、バールは都市国家としてアドリア海南部の中心となり自治を謳歌し独自の都市権や硬貨の鋳造権を有していた。ヴェネチア支配の影響からバールでは18世紀まで一部でヴェネツィア語が使われていた。
1528年になると初めてオスマン帝国が侵入し、1571年にはオスマンの支配下に入った。1878年までオスマンの支配は続いたが正教の大主教区は維持されていた。

### 近世から現代
1877年、モンテネグロ人の攻撃により町は破壊されていった。バールでの戦災からの回復は困難であった。1878年のベルリン会議によってモンテネグロはバール、ウルツィニの領有権を得て海上への道が確保された。
1904年8月30日、イタリアの発明家グリエルモ・マルコーニにより、バールとアドリア海を挟み反対側のバーリとの無線通信が成功し、1908年9月2日にスカダール湖畔のアンティヴァリ・ヴィルパザールまでモンテネグロ初の狭軌鉄道が敷かれた。
第一次世界大戦に入ると、1916年にはオーストリア＝ハンガリー帝国の軍隊によりバールは占領されるが、戦後はユーゴスラビア領となる。1920年代になると、観光が盛んになり始める。
第二次世界大戦時の1941年からは、イタリア領となり占領された。同年7月にバール周辺ではパルチザンによる抵抗が開始された。戦後、解放されると1959年にバールには標準軌の鉄道が敷かれ当時ティトーグラードと呼ばれていた現在の首都ポドゴリツァとの間が結ばれた。しかし、ベオグラード＝バール鉄道の全線開業は1976年まで待つことになる。
1979年には大規模な震災によりバールは壊滅的な被害を受けて、旧市街にあった町の主要な機能は、沿岸部に建設された新市街に移っている。

## 地勢
バールは年平均270日の晴天日に恵まれ、年間平均日照時間は2,160時間に上る。また、年間88日間は南風が吹き込み、そのほとんどは冬季に見られ、温暖で穏やかな風がアドリア海から吹き込んで来る。夏の平均気温は28℃で、冬でも10℃程度と温暖な地中海性気候の地域となっている。
また、バールは多様な植物相と動物相があり、沿岸部は叢林で占められ北側に向かってストルマン（Sutorman）、リシニェ（Lisinje）、ルミヤ（Rumija）等の山塊になっておりオークや浜辺の木々が混在している。叢林にはオーク、コナラヒイラギ、ゲッケイジュ、ギンバイカ、レダマ、セイヨウキョウチクトウ、サンザシ、スロー、ナギイカダなどが含まれる。柑橘類のタンジェリン、オレンジ、レモンを始め、ザクロ、オリーブ、ブドウ、イチジクなど様々な商品作物が栽培されている。
観光客に人気となっている見ものの一つに、ミロヴィツァとギンクゴ・ビロバに所在するニコラ王公園内の古いオリーブの木があり、このオリーブの木は樹齢2,000年と推定され、世界で最も古い樹齢とされている。ストルマン、ルミヤなどの山間部はウサギやキツネ、アナグマなどの狩猟も盛んである。魚介類もまた豊富に獲ることが出来る。
シュコダル湖は270種類の鳥類が生息し、とくにペリカンの重要な生息地で、希少種の鳥類の生息地でもある。シュコダル湖はバルカン半島では最大の面積の湖で、モンテネグロ南東部に位置し、ルミヤ山により海とは隔てられている。湖は長さ50km、幅14kmあるが、季節により変化する。春や秋には水量が増し、500㎢となる。夏には水量が減り、350㎢となる。
シュコダル湖はモンテネグロとアルバニアの国境となっているが、湖の63%はモンテネグロ側に含まれている。湖には数多くの島が浮かんでおり、これらの島は「マウント」と呼ばれている。ヴィルパザールからクライナ方向の湖の入り江には多くの砂浜が広がり、その一つであるムリチ浜（Murići）は、長さが560mもあることでよく知られている。

## 人口・民族構成
バール市街はバール基礎自治体の行政的な中心でバール基礎自治体内にはストモレ（Sutomore）や他の沿岸部の小さな町も含まれている。2011年現在のバール基礎自治体には42,048人、バール市街には17,727人が居住している。
- バール市街の人口
  - 1981年 - 6,742人
  - 1991年 - 10,971人
  - 2003年 - 13,719人
  - 2011年 - 17,727人

2011年現在の民族構成
| モンテネグロ人 | 19,553人 | 46.5%  |      |          |      |
| セルビア人     | 10,656人 | 25.34% |      |          |      |
| アルバニア人   | 2,515人  | 5.98%  |      |          |      |
| ムスリム人     | 3,236人  | 7.7%   |      |          |      |
| ボシュニャク人 | 2,153人  | 5.12%  |      |          |      |
| クロアチア人   | 254人    | 0.59%  |      |          |      |
| ロマ           | 203人    | 0.48%  |      |          |      |
| その他         | 318人    | 0.76%  |      |          |      |
| 無宣言         | 2,097人  | 4.99%  | 合計 | 42,048人 | 100% |

## 宗教
バールは多民族な町と言うだけでなく、様々な宗教が争いもなく共存してきた。バールでは正教が多数派となっているが、バールの正教の歴史は11世紀にまで遡れる。バールはヨヴァン・ウラディミール（Jovan Vladimir/Јован Владимир）の生誕地であり、彼はモンテネグロにおいて重要かつ著名な聖人である。また多くの教会や修道院が自治体内に林立し、シュコダル湖は時折、「モンテネグロの聖なる地」と呼ばれることもある。ローマンカトリックはバールにおいて重要な役割を果たしている。バールはローマンカトリック・バール大司教区の本拠で、コトル周辺部以外のモンテネグロの大部分をカバーしている。イスラム教は1089年に遡り、オスマンによりもたらされた。多くのモスクがバールにもありそのほとんどはスタリ・バール近くにある。
| 宗教           | 人口     | 割合   |
| -------------- | -------- | ------ |
| 正教会         | 24,452人 | 58.15% |
| イスラム教     | 8,315人  | 19.78% |
| ムスリム       | 4,356人  | 10.36% |
| カトリック教会 | 3,043人  | 7.24%  |
| 不可知論       | 34人     | 0.08%  |
| 無神論         | 415人    | 0.99%  |
| その他         | 162人    | 0.39%  |
| 無宣言         | 1,129人  | 2.69%  |

## 経済
バールの経済的な象徴はバール港、ベオグラード＝バール鉄道、ソジナトンネルである。バール港はもっともバールの町を特徴付けるもので、沿岸部は3,100m、陸側は800haを占め、毎年500万トンの貨物を取り扱っている。バールはモンテネグロに入って来る貨物の総数の大部分を取り扱っており、多くの商社や小規模な貿易業者がバールを本拠地としている。1976年にはベオグラード＝バール鉄道が開業し旅行者がアドリア海沿岸に容易にアクセス出来るようになり、バール港にも新たな市場を提供するようになった。夏の期間の観光客に頼る他のモンテネグロのアドリア海沿岸の町と異なり、鉄道とバール港はバールにとり年間を通じてより多くの経済的な活動を与えている。食品産業ではプリモルカ（Primorka）が、バールで50年以上にわたりオリーブ油や良く知られたザクロジュースを製造している。バール自治体内には95,000のオリーブの木と80,000の柑橘類の木が栽培されている。バールでは中小企業の創業や新しい工業地区、自由貿易地区の推進が特徴としてあげられる。

## 交通
バールはバルスカ社が運航するフェリーによってイタリアのバーリと結ばれ、季節運航の便によりアンコーナとも結ばれている。モンテネグロのアドリア海沿岸の町や島々とも航路により結ばれている。2006年にソジナトンネルが開通し、50km離れたポドゴリツァまでの距離が短縮された。アドリア海沿いの幹線道路によりウルツィニ、ヘルツェグ・ノヴィ、クロアチア方面と結ばれている。また、将来的に完成が見込まれるベオグラード＝バール道路（約170km）によってバールは恩恵を受けることになるが、第一期工事約40kmが完成した時点で建設費は債務を償還できないレベルに達しており全通の目途は立たない。
鉄道ではベオグラード＝バール鉄道の終着地点となっている。空港は40km離れた場所にポドゴリツァ空港があり、欧州の主要都市と定期便によって結ばれている。

## みどころ
バールには豊かな文化や多くの歴史的な遺産が多く残されている。最も古い歴史があるものの一つに6世紀以来のバールトリコンチ教会が挙げられ、この教会はモンテネグロでも最古のキリスト教の建築物で、町の中心部にその名残を留めている。12世紀には“Ljetopis popa Dukljanina”が作られ、中世に作られたもっとも重要な文学と歴史の作品である。町の中心部から数km離れたラタツ半島に、ベネディクト会に属するボゴロディツァ・ラタチュカ修道院群（Bogorodica Ratačka）がある。おそらくこれらの建物は9世紀に設立されたものであると考えられている。海辺の小さな町であるストモレには、ヴェネツィアとオスマン帝国両方の城塞の一部であるネハイ城塞が残されている。ヴェネツィアの城塞の町ネハイは16世紀、 Fortezza dei Spiziによって最初に文書に記録された。バール自治体内のシュコダル湖の島々には、14世紀から15世紀にかけバルシッチ家時代に建てられた美しい教会や修道院がある。
バールの19世紀の歴史的な文化財ではニコラ公宮殿が最も注目される物の一つで、1885年に海岸に面した場所に建てられた。宮殿はニコラ1世から娘のゾルカ王妃とその息子であるペタール・カラジョルジェヴィッチ（Petar Karađorđević）に贈られたものであり、大小の宮殿、教会、衛兵場、冬の庭園で構成されている。1910年には宮殿内に広い舞踏場が作られている。宮殿を含む公園内には地中海性の様々な商品作物も植えられ、その中にはコルクの木も含まれている。宮殿の前には木で出来た桟橋があり、ボートやヨットを係留する設備が備えられている。1866年から1916年にかけニコラ1世は10隻のヨットを所有していた。

## 地区
バール基礎自治体は12のコミューン（mjesna zajednica）と83の集落に分かれている。
| コミューン                  | 地区（集落） |
| --------------------------- | --- |
| Bar I                       | バール市街 |
| Bar II                      | Polje, Burtaisi, Čeluga, part of Rene |
| Bar III                     | part of Bjeliša, Sokolana, Stara ambulanta, zgrade Prvoborca; |
| Bar IV                      | Popovići, part of Bjeliša, Ahmetov Brijeg, Vuletića Brijeg, part of Rene and Trsanj |
| Bar V                       | Sustaš, Zupci, Marovići, Tuđemili |
| Šušanj                      | Zukotrlica, Novi Pristan, Zeleni Pojas, Ilino, Šušanj, Carevići, Vitići and Paladini |
| Stomper                     | Brca, Zelen, Obala Željezničke Kolonije, Mirosica I, Turke, Pobrđe, Gorelac, Miljevci, Sozina, Zankovići, Suvi Potok, Mirosica II, Zgrade, Bjelila, Papani, Haj-Nehaj, Zagrađe, Mišići, Đurmani and Čanj                          |
| Stari Bar（スタリ・バール） | Stari Bar, Baukovo, Belveder, Velembusi, Gretva (with wonderful catholic cathedral), Brbot, Turčini, Menke, Mikulići, Podgrad, Bartula, Rap, Gornja Poda and Donja Poda, Tomba, Gornje Zaljevo and Donje Zaljevo                  |
| Mrkojevići                  | Pečurice, Dobra Voda, Grdovići, Pelinkovići, Dabezići, Velje Selo, Kunje, Velja Gorana ,Mala Gorana |
| Krajina                     | Arbneš, Veliki Ostros, Mali Ostros, Martići, Kostanjica, Bobovište, Ckla, Tejani |
| Šestan                      | Livari, Gornja i Donja Briska, Gornji Murići, Donji Murići, Besa, Pinčići, Bapsulj, Šestan |
| Crmnica                     | Virpazar, Orahovo, Bračeni, Mikovići, Zabes, Boljevići, Sotonići, Bukovik, Mačuge, Dupilo, Popratnica, Komarno, Trnovo, Gornji Brčeli, Donji Brčeli, Brijege, Ovtočići, Tomići, Utrg, Godinje, Seoča, Krnjice, Limljani, Gluhi Do |

## 姉妹都市
- ボル、セルビア
- クラグイェヴァツ、セルビア
- ポジャレヴァツ、セルビア